# Arouca (Portugal)
Arouca ist eine Vila (Kleinstadt) und ein Kreis (Concelho) in Portugal mit 3195 Einwohnern (Stand 30. Juni 2011). Arouca gehört zur Metropolregion Porto (portugiesisch: Área Metropolitana do Porto, kurz: AMP), der Metropolregion im Norden Portugals.

## Geschichte
Die Gegend war bereits vor Ankunft der Römer besiedelt, doch wurden keine Funde von Bedeutung gemacht. Auch zu Zeiten der römischen Besatzung blieb das Gebiet bewohnt, aber unbedeutend, was die wenigen Funde zeigen. Die nachfolgenden germanischen Stämme, vor allem die Sueben, hinterließen nur etymologisches Erbe in verschiedenen Ortsnamen im Kreis, etwa Sá, Saril, Alvarenga, Burgo, Escariz, Friães oder Melareses. Die Aufzeichnungen der Mauren aus Arouca berichten davon, dass nahezu alle Christen aus dem Gebiet in entlegenere, geschütztere Orte geflohen waren.

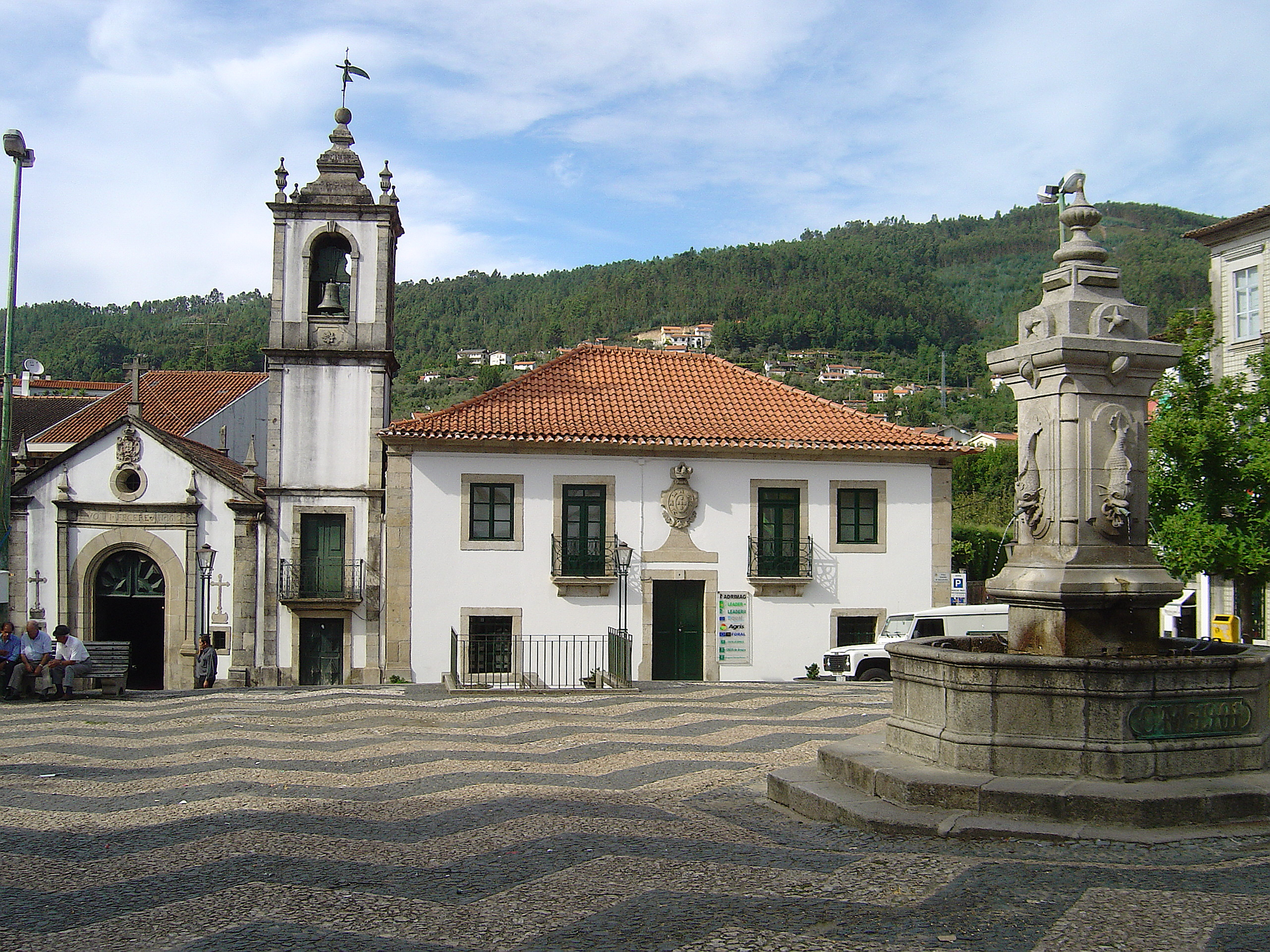
Im historischen Ortskern von Arouca
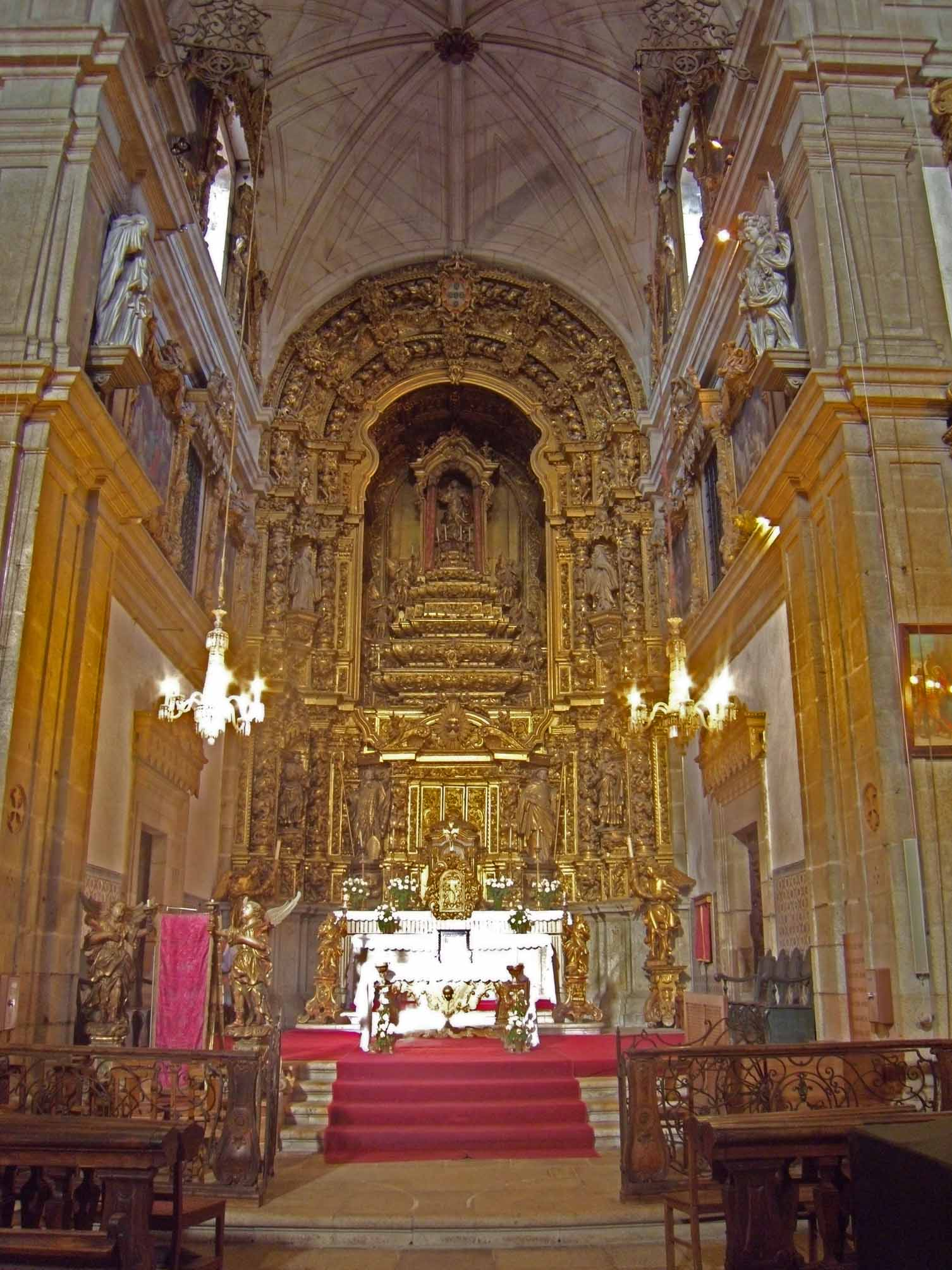
Im Kloster Mosteiro de Arouca
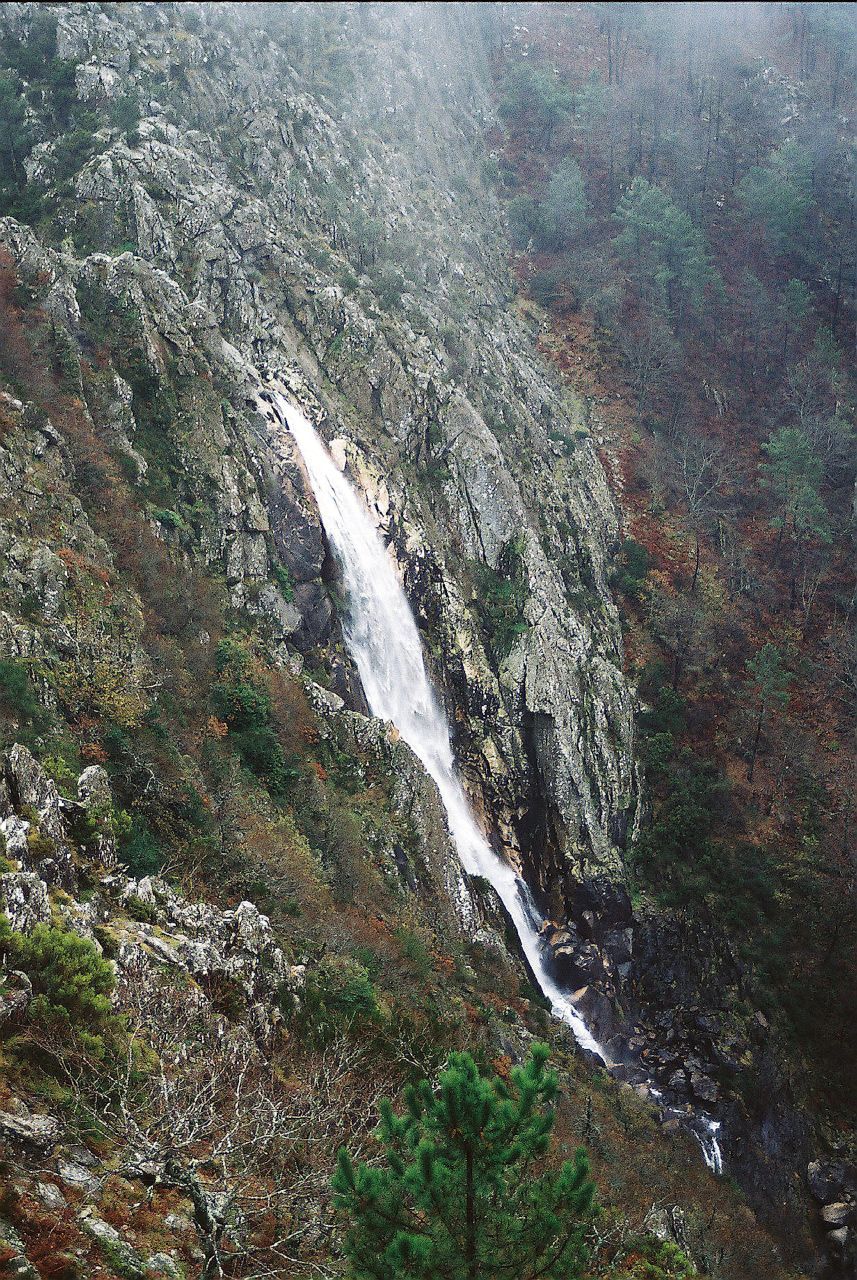
Der Wasserfall Frecha da Mizarela
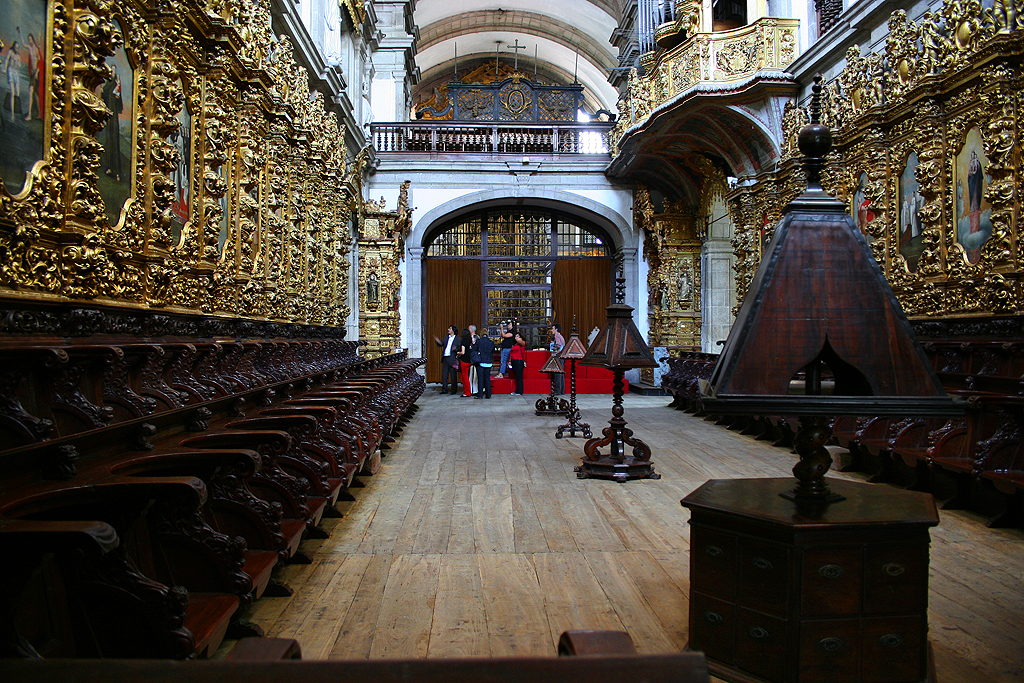
Im Kloster Mosteiro de Arouca

Erst mit dem Klosterbau im 10. Jahrhundert gewann Arouca an Bedeutung. Seine ersten Stadtrechte (Foral) hatte der Ort 1151 von Portugals erstem König, D. Afonso Henriques, bekommen. Mit dem zwischen 1217 und 1220 erfolgten Einzug von Mafalda, der Tochter des zweiten portugiesischen Königs Sancho I. (1154–1211), blühte das Frauenkloster und mit ihm der Ort auf. Auch nach dem Tod Mafaldas im Jahr 1256 blieb das Kloster dank ihrer Hinterlassenschaften wohlhabend. 1792 wurde Mafalda seliggesprochen und ihre Gebeine 1793 ins Kloster Arouca überführt.
König Manuel I. hatte 1513 die Stadtrechte des Ortes erneuert. Der Kreis Arouca gewann durch Eingemeindungen immer weiter an Größe, insbesondere durch die zahlreichen Eingemeindungen im Zuge der Verwaltungsreformen nach der Liberalen Revolution 1822.

## Sehenswürdigkeiten, Sport und Kultur
Unter seinen zahlreichen Baudenkmälern finden sich, neben einigen historischen öffentlichen Gebäuden, vor allem Sakralbauten, darunter das im 10. Jahrhundert erbaute Kloster Mosteiro de Arouca und die Gemeindekirche Igreja Paroquial de Arouca (auch Igreja de São Bartolomeu). Im Kloster ist das Museum Museu de Arte Sacra de Arouca untergebracht, in dem Sakralkunst, von Büchern, Gemälden und Skulpturen bis zu Keramik und Schmuck gezeigt wird.
Das Estádio Municipal de Arouca ist ein Fußballstadion und Teil eines Sportfeldes im Vale da Vila de Arouca. Es wurde 2006 eingeweiht und bietet 2500 Zuschauern Platz. Es dient dem örtlichen FC Arouca zur Austragung seiner Heimspiele in der Primeira Liga.

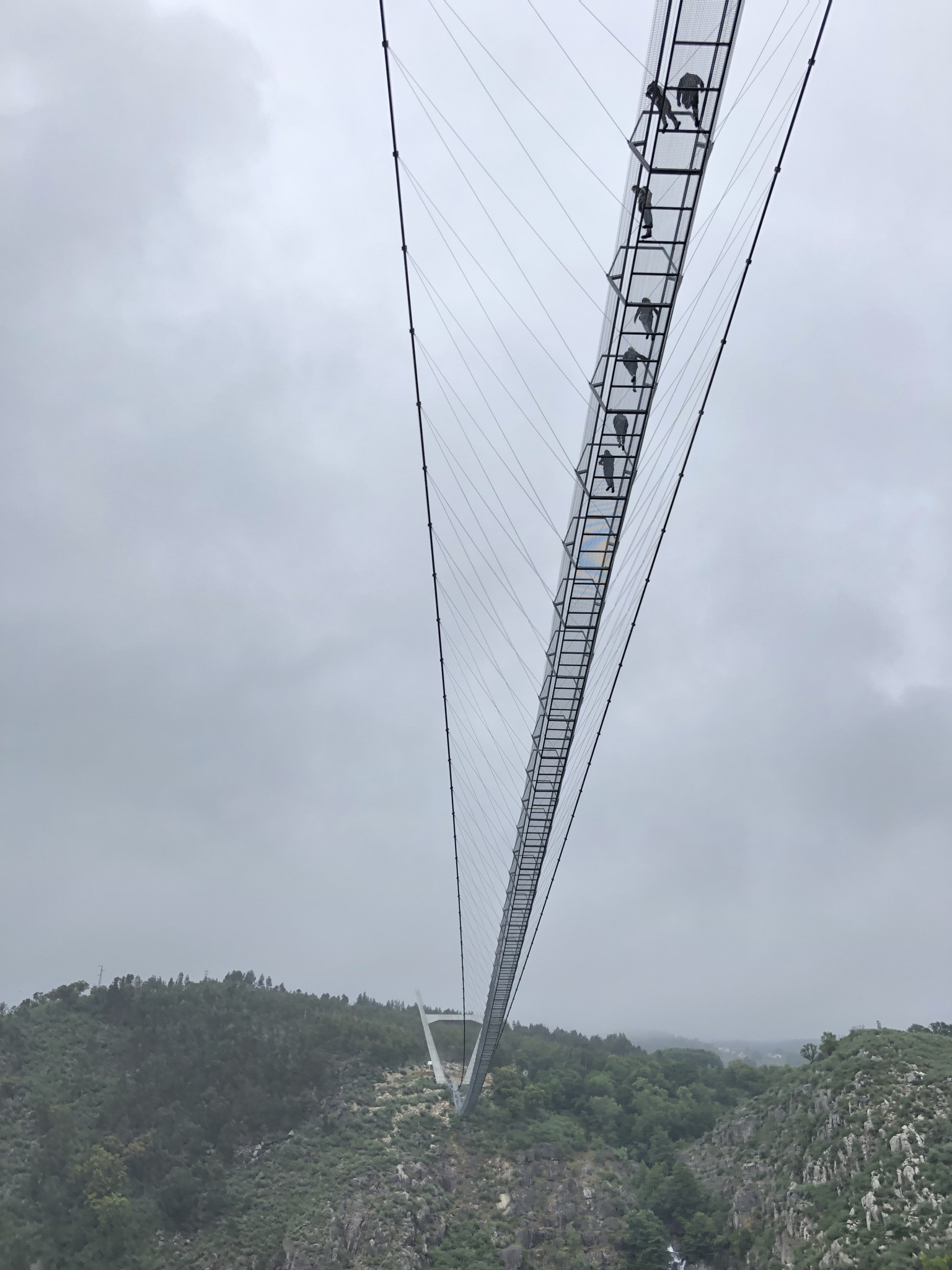
516 Arouca

Zahlreiche Flüsse durchziehen den Kreis, an denen einige Flussbäder (Portugiesisch: praia fluvial) angelegt sind. Auch der Wasserfall Frecha da Mizarela liegt hier. Im Geoparque Arouca, der sich über den gesamten Kreis erstreckt, sind 13 ausgeschilderte Wanderwege und Lehrpfade angelegt, die an sehr großen Trilobiten und anderen Fossilien und Steinformationen vorbeiführen.
Seit 2003 findet hier alljährlich das internationale Kurzfilmfestival aroucafilmfestival statt.
In Arouca befindet sich die als 516 Arouca bezeichnete Fußgänger-Hängebrücke, eine der längsten der Welt.

## Verwaltung

### Kreis
Arouca ist Sitz eines gleichnamigen Kreises. Die Nachbarkreise sind (im Uhrzeigersinn im Norden beginnend): Castelo de Paiva, Cinfães, Castro Daire, São Pedro do Sul, Vale de Cambra, Oliveira de Azeméis, Santa Maria da Feira sowie Gondomar.
Mit der Gebietsreform im September 2013 wurden mehrere Gemeinden zu neuen Gemeinden zusammengefasst, sodass sich die Zahl der Gemeinden von zuvor 20 auf 16 verringerte.
Die folgenden Gemeinden (freguesias) liegen im Kreis Arouca:

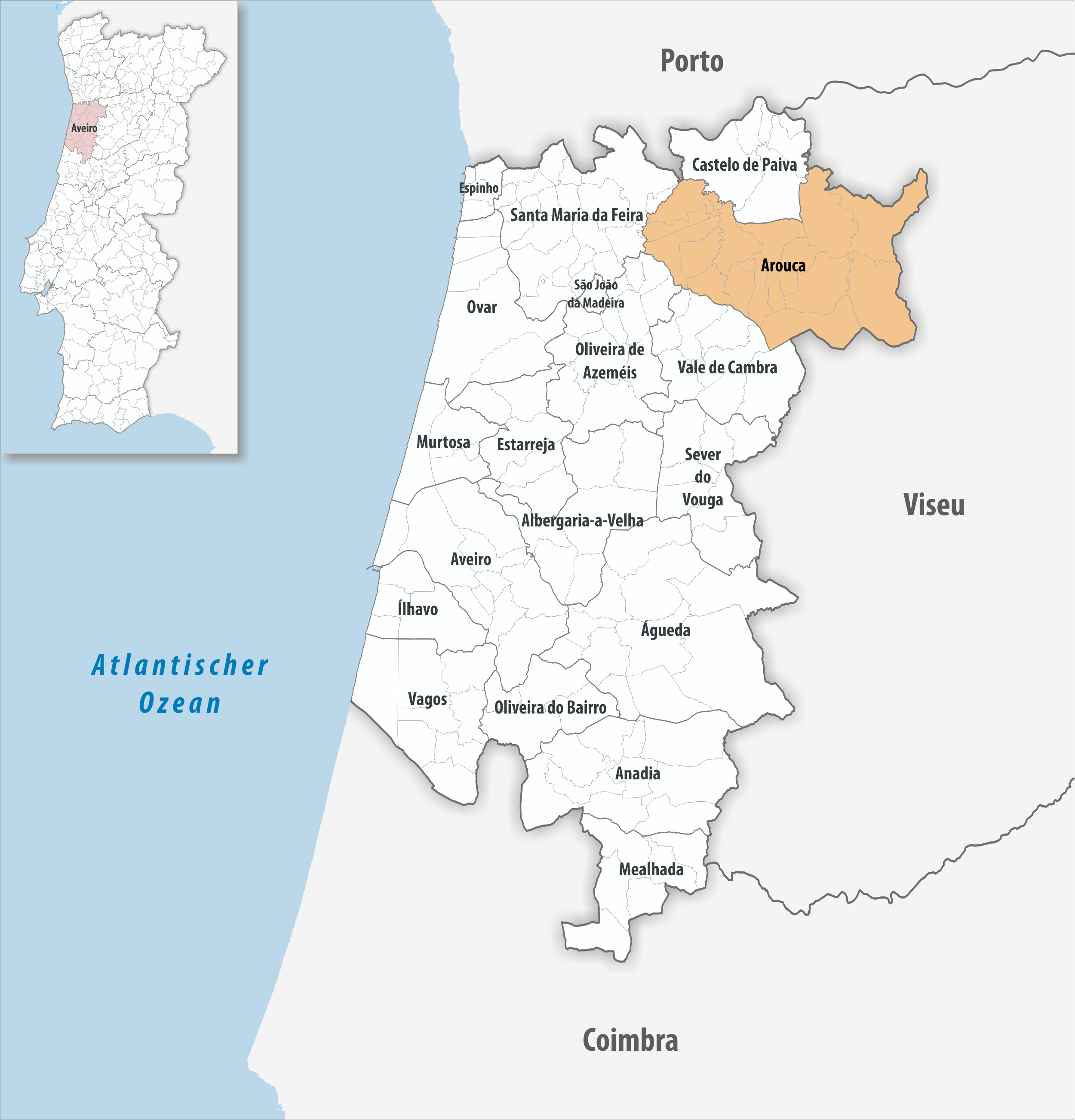
Kreis Arouca

| Gemeinde                        | Einwohner (2021) | Fläche km² | Dichte Einw./km² | LAU- Code |
| ------------------------------- | ---------------- | ---------- | ---------------- | --------- |
| Alvarenga                       | 1.057            | 38,77      | 27               | 010402    |
| Arouca e Burgo                  | 5.120            | 15,24      | 336              | 010421    |
| Cabreiros e Albergaria da Serra | 185              | 31,23      | 6                | 010422    |
| Canelas e Espiunca              | 1.064            | 35,73      | 30               | 010423    |
| Covelo de Paivó e Janarde       | 171              | 44,38      | 4                | 010424    |
| Chave                           | 1.270            | 10,91      | 116              | 010407    |
| Escariz                         | 2.111            | 17,98      | 117              | 010409    |
| Fermedo                         | 1.261            | 11,11      | 114              | 010411    |
| Mansores                        | 1.100            | 14,08      | 78               | 010413    |
| Moldes                          | 1.126            | 28,01      | 40               | 010414    |
| Rossas                          | 1.491            | 11,11      | 134              | 010415    |
| Santa Eulália                   | 2.120            | 23,05      | 92               | 010416    |
| São Miguel do Mato              | 550              | 17,10      | 32               | 010417    |
| Tropeço                         | 1.086            | 17,84      | 61               | 010418    |
| Urrô                            | 900              | 10,79      | 83               | 010419    |
| Várzea                          | 534              | 1,79       | 298              | 010420    |
| Kreis Arouca                    | 21.146           | 329,12     | 64               | 0104      |

### Bevölkerungsentwicklung
| Einwohnerzahl im Kreis Arouca (1801–2011) | Einwohnerzahl im Kreis Arouca (1801–2011) | Einwohnerzahl im Kreis Arouca (1801–2011) | Einwohnerzahl im Kreis Arouca (1801–2011) | Einwohnerzahl im Kreis Arouca (1801–2011) | Einwohnerzahl im Kreis Arouca (1801–2011) | Einwohnerzahl im Kreis Arouca (1801–2011) | Einwohnerzahl im Kreis Arouca (1801–2011) | Einwohnerzahl im Kreis Arouca (1801–2011) | Einwohnerzahl im Kreis Arouca (1801–2011) |
| ----------------------------------------- | ----------------------------------------- | ----------------------------------------- | ----------------------------------------- | ----------------------------------------- | ----------------------------------------- | ----------------------------------------- | ----------------------------------------- | ----------------------------------------- | ----------------------------------------- |
| 1801                                      | 1849                                      | 1900                                      | 1930                                      | 1960                                      | 1981                                      | 1991                                      | 2001                                      | 2011                                      |                                           |
| 7.072                                     | 11.111                                    | 16.671                                    | 21.433                                    | 26.378                                    | 23.896                                    | 23.894                                    | 24.227                                    | 22.359                                    |                                           |

### Städtepartnerschaften
- Frankreich: Poligny
- Brasilien: Santos[8]